# Fiodor Mierkułow
Fiodor Aleksandrowicz Mierkułow (ros. Фёдор Александрович Меркулов, ur. 1900 we wsi Wierowka w guberni jekaterynosławskiej, zm. 10 października 1956 w Moskwie) – radziecki polityk.

## Życiorys
Od 1912 pracował w kopalniach Donbasu, 1918-1919 w oddziałach partyzanckich na południu Rosji, od 1919 członek WKP(b). Uczestnik wojny domowej w Rosji, 1919-1923 w Armii Czerwonej i szkole kawaleryjskiej w Nowoczerkasku, 1923-1924 sekretarz Komitetu Powiatowego KP(b)U w Bachmucie. Od maja 1924 do 1926 sekretarz rejonowego związku zawodowego metalowców w Mariupolu, 1926-1930 zastępca kierownika Wydziału Organizacyjnego Komitetu Okręgowego KP(b)U w Mariupolu, od 1927 sekretarz rejonowego komitetu KP(b)U w Berdiańsku, od 1929 sekretarz fabrycznego komitetu partyjnego na prawach rejonowego komitetu partyjnego w fabryce Iljicza w Mariupolu, 1930-1931 instruktor odpowiedzialny KC KP(b)U, 1931-1934 zastępca szefa Magnitostroja ds. kadr i szef Zarządu Górniczo-Rudnego Magnitogorskiego Kombinatu Metalurgicznego. 1934-1937 studiował w Akademii Przemysłowej, 1937-1938 szef Głównego Zarządu Przemysłu Turbinowego Ludowego Komisariatu Przemysłu Ciężkiego ZSRR, 1938-1939 szef Głównego Zarządu Przemysłu Metalurgicznego Ludowego Komisariatu Przemysłu Ciężkiego ZSRR, 1939-1940 ludowy komisarz czarnej metalurgii ZSRR, 1939-1941 członek KC WKP(b). Od czerwca 1940 do lipca 1948 zastępca ludowego komisarza/ministra czarnej metalurgii ZSRR, od lipca 1948 do grudnia 1950 i od sierpnia 1953 do lutego 1954 zastępca ministra przemysłu metalurgicznego ZSRR, od grudnia 1950 do sierpnia 1953 i od lutego 1954 do 1956 zastępca ministra czarnej metalurgii ZSRR. Odznaczony dwoma Orderami Lenina i Orderem Czerwonego Sztandaru Pracy. Pochowany na Cmentarzu Nowodziewiczym.